# Eyvor Lindberg
Eyvor Lindberg, cuyo año de nacimiento se desconoce (aunque el Instituto Sueco del Cine considera que nació hacia 1914), fue una actriz infantil de nacionalidad sueca. 
Rodó varias películas en el año 1920, aunque algunas no se estrenaron hasta 1921 y 1924. Fueron cortometrajes dirigidos por Pauline Brunius sobre la vida de una familia burguesa, encarnando ella en todas las cintas a "Lillan". Sus padres fueron interpretados por el matrimonio de actores formado por Olof y Frida Winnerstrand.

## Filmografía
- 1920 : Ombytta roller
- 1920 : Trollsländan
- 1921 : Lev livet leende
- 1921 : Ryggskott
- 1924 : Herr Vinners stenåldersdröm